# Floiano
Nella scala dei tempi geologici, il Floiano, in passato e nella letteratura straniera spesso citato come Arenig o Arenigiano,  rappresenta il secondo dei due piani o età in cui è suddiviso l'Ordoviciano inferiore, la prima epoca dell'intero periodo Ordoviciano, che a sua volta è il secondo dei sei periodi in cui è suddivisa l'era del Paleozoico. 
È compreso tra 477,7 ± 1,7 e 470,0 ± 1,6 milioni di anni fa (Ma), preceduto dal Tremadociano e seguito dal Dapingiano, il primo piano della successiva epoca dell'Ordoviciano medio.

## Definizioni stratigrafiche e GSSP
La base del Floiano, è fissata dalla prima comparsa negli orizzonti stratigrafici dei graptoliti della specie Tetragraptus approximatus, ma anche il Tetragraptus phyllograptoides è molto abbondante.

### GSSP
Il GSSP, il profilo stratigrafico di riferimento della Commissione Internazionale di Stratigrafia, è stato identificato nella sezione Diabasbrottet, situata presso il limite settentrionale di una grande cava sul pendio a nod-est del monte Hunneberg, nella provincia di Västergätland, in Svezia, a circa 12 km a ESE di Vänersborg  e 80 km NNE da Göteborg.

## Suddivisioni
All'interno della sezione dove è stato identificato il GSSP, è presente anche la biozona dei conodonti della specie Paroistodus proteus. Questa è stata suddivisa in quattro sub-zone che comprendono anche il Paracodylodus gracilis, l'Oelandodus elongatus e l'Acodus deltatus deltatus.
Il trilobite Megistaspis (P.) planilimbata fa la sua comparsa in corrispondenza, o appena al di sotto, del GSSP.

## Eventi
Le stratificazioni del periodo sono il risultato dei depositi originati da un improvviso e generalizzato innalzamento del livello medio del mare che portò ad una trasgressione marina su vasta scala. In questo piano ebbe inizio anche la grande diversificazione nella biologia marina.

## Brachiopodi
Brachiopoda Incertae sedis del Floiano
- Eurorthisina
- Tegulella

Acrotretida del Floiano
- Acanthambonia
- Cyrbasiotreta
- Eoconulus
- Issedonia
- Karnotreta
- Lurgiticoma
- Multispinula
- Mylloconotreta
- Numericoma
- Orthisocrania
- Polylasma
- Pomeraniotreta
- Pseudocrania
- Scaphelasma
- Schizotreta
- Torynelasma

Lingulida del Floiano
- Acanthorthis
- Aulonotreta
- Dictyobolus
- Ectenoglossa
- Elliptoglossa
- Monobolina
- Paldiskites
- Paterula
- Pseudolingula
- Quasithambonia
- Rafanoglossa
- Volborthia

Orthida del Floiano
- Acanthorthis
- Acanthotoechia
- Anchigonites
- Angusticardinia
- Anomalorthis
- Antigonambonites
- Apomatella
- Astraborthis
- Crossiskenidium
- Dalmanella
- Desmorthis
- Diparelasma
- Eodiorthelasma
- Eosotrematorthis
- Estlandia
- Euorthisina
- Famatinorthis
- Fasciculina
- Ferrax
- Ffynnonia
- Fistulogonites
- Glossorthis
- Glypterina
- Hesperonomiella
- Incorthis
- Jaanussonites
- Ladogiella
- Lomatorthis
- Monorthis
- Munhella
- Nereidella
- Neumania
- Nocturneilla
- Notoscaphidia
- Oligorthis
- Orthambonites
- Orthidiella
- Orthidium
- Orthis
- Oslogonites
- Panderina
- Paralenorthis
- Paurorthina
- Paurorthis
- Phragmorthis
- Platystrophia
- Platytoechia
- Polytoechia
- Pomatotrema
- Prantlina
- Productorthis
- Progonambonites
- Protohesperonomia
- Protoskenidiodes
- Pseudomimella
- Raunites
- Rhynchorthis
- Shoshonorthis
- Sinorthis
- Taphrorthis
- Tarfaya
- Treioria
- Trematorthis
- Valcourea
- Virgoria

Paternida del Floiano
- Dictyonites

Pentamerida del Floiano
- Acanthorthis
- Acanthoglypha
- Boreadocamara
- Camerella
- Doloresella
- Hesperotrophia
- Idiostrophia
- Imbricatia
- Karakulina
- Liricamera
- Lycophoria
- Porambonites
- Rectotrophia
- Rosella
- Rugostrophia
- Stenocamara
- Syntrophia
- Syntrophinella
- Xenelasma

### Strophomenida
Strophomenida del Floiano
- Acanthorthis
- Ahtiella
- Aporthophyla
- Borua
- Calyptolepta
- Christiania
- Ingria
- Leptestia
- Petroria
- Plectambonites
- Reinversella
- Schedophyla
- Taffia
- Tourmakeadia

Trimerellida del Floiano
- Dinobolus

## Cephalopoda
Actinocerida
- Metactinoceras
- Ordosoceras
- Polydesmia

### Arenig superiore
Actinocerida trovati per la prima volta in strati dell'Arenig superiore, ma che possono essere sopravvissuti anche in piani successivi.
- Leurorthoceras
- Nybyoceras
- Actinoceras
- Wutinoceras
- Ormoceras
- Adamsoceras
- Georgina

### Orthocerida
Orthocerida del Floiano
- Eobactrites

Barrandeocerida del Floiano
- Plectoceras

Ellesmerocerida del Floiano
- Amsleroceras
- Apocrinoceras
- Avoceras
- Bakeroceras
- Baltoceras
- Catoraphinoceras
- Cochlioceras
- Copiceras
- Clelandoceras
- Cumberloceras
- Cyclostomiceras
- Cyrtobaltoceras
- Desioceras
- Diaphoroceras
- Diastoloceras
- Dwightoceras
- Dyscritoceras
- Ectocycloceras
- Endorioceras
- Eocyckistomiceras
- Eothinoceras
- Hemichoanella
- Irianoceras
- Kyminoceras
- Lawrenceoceras
- Meikeloceras
- Microbaltoceras
- Monogonoceras
- Ogygoceras
- Pictetoceras
- Protocycloceras
- Quebecoceras
- Rangeroceras
- Rhabdiferous
- Rioceras
- Rudolfoceras
- Smithvilloceras
- Somalinautilus
- Somalinautilus
- Somalinautilus
- Vassaroceras
- Veneficoceras
- Ventroloboceras

Endocerida
- Campendoceras
- Dartonoceras
- Kaipingoceras
- Kugeloceras
- Lobosiphon
- Manitouoceras
- Mcqueenoceras
- Mysticoceras
- Notocycloceras
- Oderoceras
- Parapiloceras
- Phragmosiphon
- Platysiphon
- Pliendoceras
- Retroclitendoceras
- Stenosiphon
- Subpenhsioceras
- Utoceras
- Yorkoceras
- Vaginoceras
- Chisiloceras
- Cyrtovaginoceras
- Tallinnoceras
- Juaboceras
- Penhsioceras
- Ventrolobendoceras

Inferiore
Endocerida i cui fossili sono stati trovati per la prima volta in strati dell'Arenig inferiore, ma che possono essere sopravvissuti anche in porzioni successive dello stesso piano o in piani successivi.
- Allopiloceras
- Choreanoceroides
- Escharendoceras
- Lebetoceras
- Loxochoanella
- Sewardoceras
- Telleroceras
- Clitendoceras
- Coreanoceras
- Cotteroceras
- Piloceras
- Endoceras
- Proterovaginoceras
- Cyrtendoceras
- Anthoceras
- Chaohuceras
- Proterocameroceras
- Thylacoceras

Superiore
Endocerida i cui fossili sono stati trovati per la volta in strati dell'Arenig superiore, ma che possono essere sopravvissuti anche in piani successivi.
- Allocotoceras
- Cassinoceras
- Chihlioceras
- Cyclocyrtendoceras
- Cyptendoceras
- Kirkoceras
- Lobendoceras
- Najaceras
- Protocyclendoceras
- Yehlioceras
- Nanno
- Dideroceras
- Lobocyclendoceras
- Meniscoceras
- Paracyclendoceras
- Cacheoceras
- Perkinsoceras
- Williamsoceras
- Manchuroceras
- Schmidtoceras

Intejocerida del Floiano
- Bajkaloceras
- Evencoceras
- Intejoceras
- Rossoceras

Oncocerida del Floiano
- Phthanoncoceras
- Valhalloceras

Nautiloida del Floiano
- Buttsoceras
- Centroonoceras
- Gangshanoceras
- Geisonoceras
- Glenisteroceras
- Michelinoceras
- Orthoceras
- Oxfordoceras
- Rhynchorthoceras
- Stereoplasmoceras
- Tajaroceras
- Wardoceras

Tarphycerida
- Deltoceras
- Pseudancistroceras
- Seelyoceras

Inferiore
- Alaskoceras
- Moreauoceras
- Pilotoceras
- Shumardoceras
- Pycnoceras
- Campbelloceras
- Aphetoceras

Superiore
- Aethoceras
- Bentoceras
- Centrotarphyceras
- Clytoceras
- Cycloplectoceras
- Eichwaldoceras
- Eurystomites
- Hardmanoceras
- Holmiceras
- Pionoceras
- Trocholitoceras
- Wichitoceras
- Tarphyceras
- Litoceras
- Curtoceras
- Arkoceras
- Estonioceras
- Tragoceras

## Trilobiti

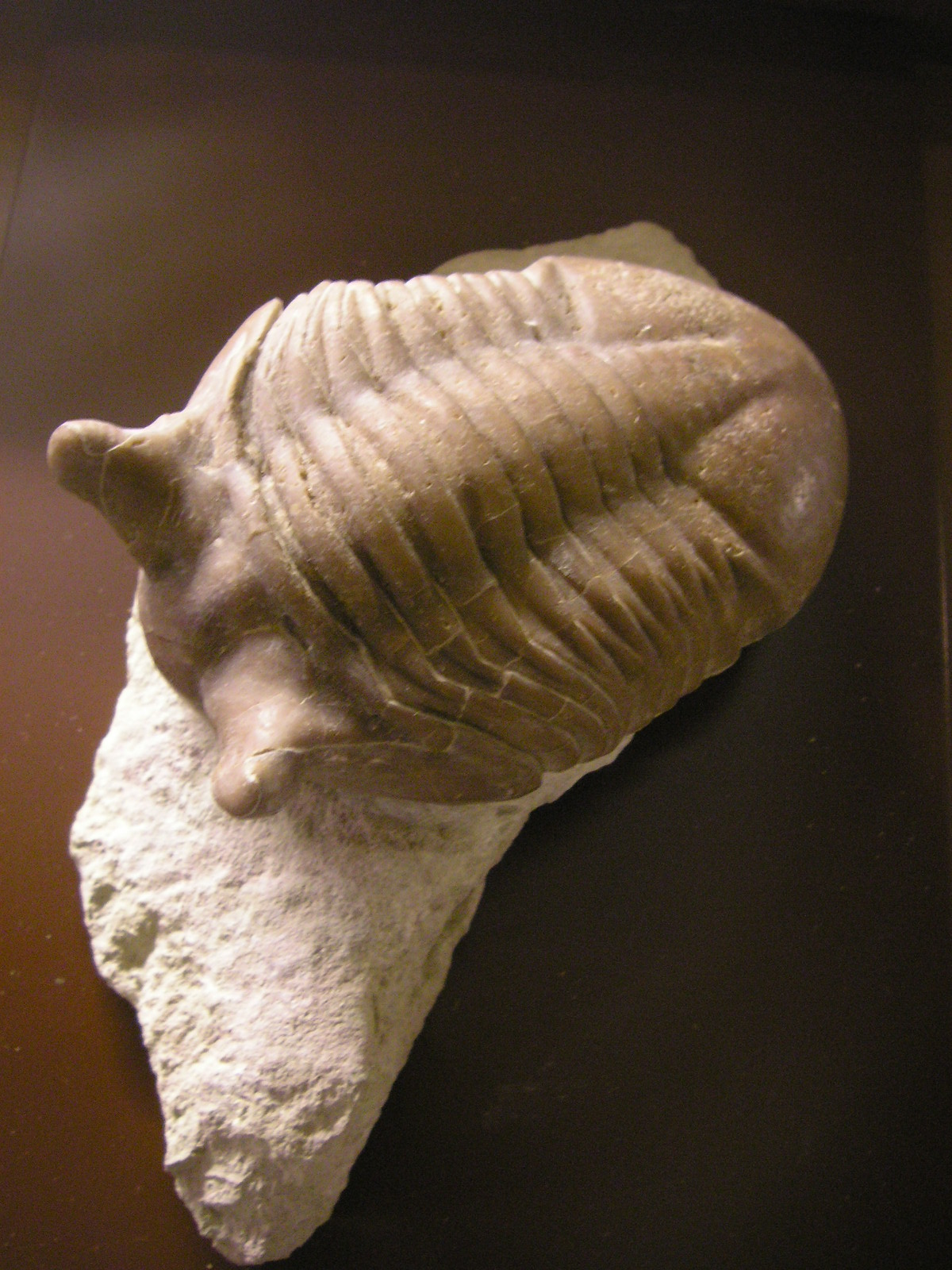
Asaphus

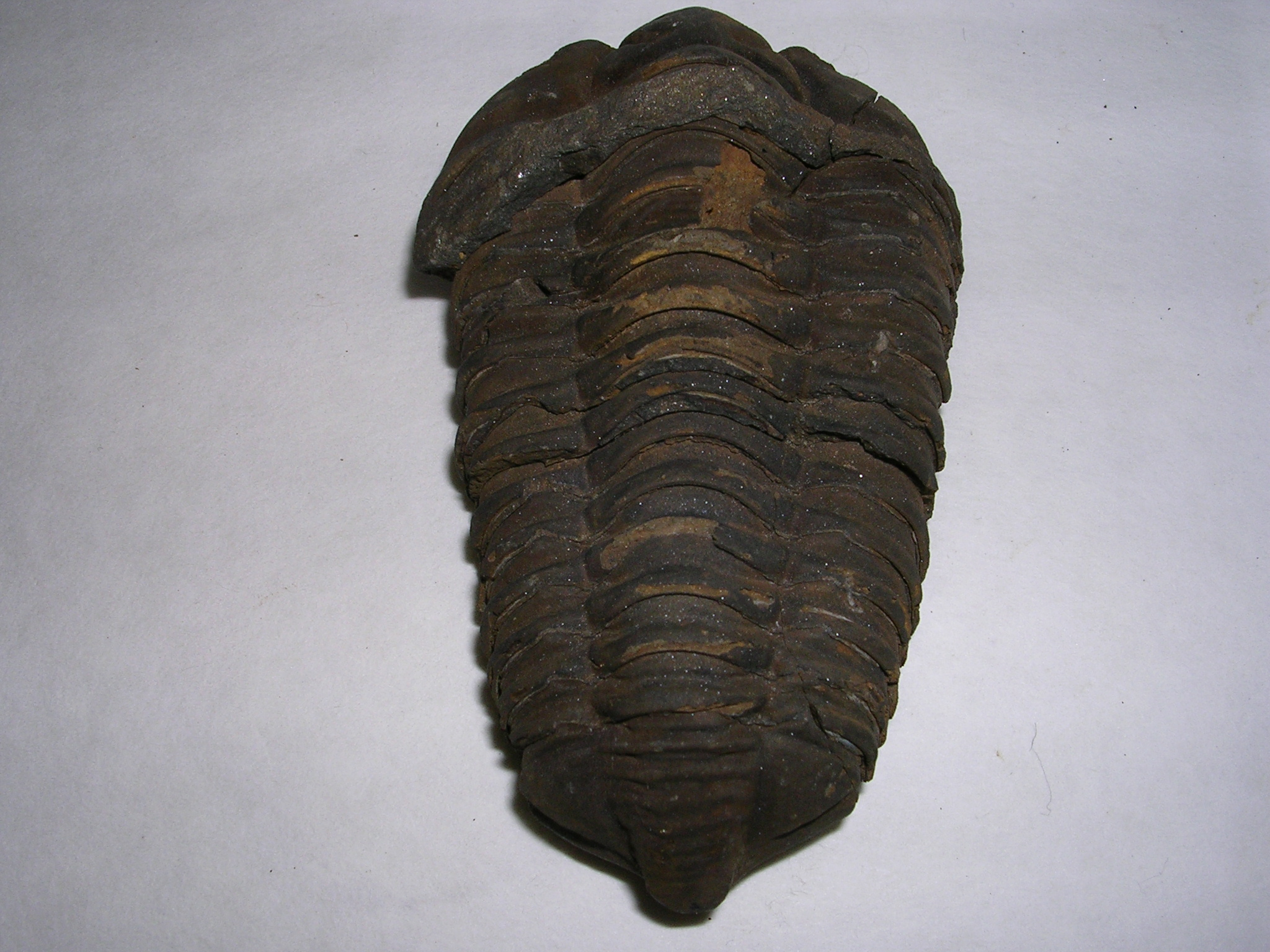
Colpocoryphe grandis

Trilobiti del Floiano
- Canningella
- Gogoella
- Macrogrammus
- Priceaspis
- Thymurus

Agnostida del Floiano
- Galbagnostus
- Geragnostella

Asaphida del Floiano
- Phthanoncoceras
- Ampyx
- Ampyxoides
- Anebolithus
- Asaphus
- Aspidaeglina
- Australopyge
- Bergamia
- Bohemopyge
- Borogothus
- Bumastides
- Ceratolithus
- Cloacaspis
- Cnemidopyge
- Degamella
- Dionide
- Dionidella
- Ellipsotaphrus
- Falanapis
- Famatinolithus
- Globampyx
- Gog
- Hanchungolithus
- Hoekaspis
- Hungioides
- Hunnebergia
- Isocolus
- Isoteloides
- Lachnostoma
- Lannacus
- Lapidaria
- Liomegalaspides
- Megalaspidella
- Megalaspides
- Mendolaspis
- Merlinia
- Microparia
- Mioptychopyge
- Myttonia
- Ningkianolithus
- Niobides
- Ogmasaphus
- Ogyginus
- Ogygiocaris
- Opipeuter
- Parabasilicus
- Paraptychopyge
- Plesiomegalaspis
- Presbynileus
- Pricyclopyge
- Psilacella
- Psilocara
- Ptychopyge
- Rhombampyx
- Robergiella
- Seleneceme
- Stapeleyella
- Taihungshania
- Thysanopyge
- Trigonocercella
- Tungtzuella
- Zhenganites
- Zuninaspis

Corynexichida del Floiano
- Bumastus
- Dysplanus
- Ectillaenus
- Panderia
- Phillipsinella
- Pseudocalymene
- Theamataspis

Lichida del Floiano
- Apatolichas
- Autoloxolichas
- Lichakephalina
- Metopolichas

Odontopleurida del Floiano
- Phthanoncoceras
- Ceratocephala
- Diacanthaspis
- Selenopeltis

Phacopida del Floiano
- Bathycheilus
- Calymenella
- Ceraurinella
- Colobinion
- Colpocoryphe
- Cybelopsis
- Cybelurus
- Diaphanometopus
- Dindymene
- Eccoptochile
- Ectenonotus
- Encrinurella
- Encrinuroides
- Evropeites
- Gyrometopus
- Heliomeroides
- Kanoshia
- Kawina
- Kolymella
- Lehua
- Lyrapyge
- Neseuretus
- Nieszkowskia
- Ormathops
- Ovalocephalus
- Placoparia
- Platycoryphe
- Pliomeridius
- Pliomerops
- Protoencrinurella
- Protopliomerella
- Pseudocybele
- Pterygometopus
- Strotactinus
- Sycophantia
- Synhomalonotus
- Toletanaspis
- Xystocrania

Proetida del Floiano
- Acidiphorus
- Bathyuriscops
- Benthamaspis
- Biolgina
- Bolbocephalus
- Carolinites
- Celmus
- Ceratopeltis
- Decoroproetus
- Dimeropygiella
- Eleutherocentrus
- Goniophrys
- Goniotelina
- Grinnellaspis
- Ischyrophyma
- Ischyrotoma
- Lutesvillia
- Oenonella
- Petigurus
- Rananasus
- Raymondaspis
- Telephina

Ptychopariida del Floiano
- Anaximander
- Annamitella
- Bulnibarbi
- Bvalbardites
- Circulocrania
- Endymionia
- Etheridgaspis
- Furcalithus
- Gymnostomix
- Lacorsalina
- Leioshumardia
- Lordshillia
- Nambeetella
- Novakella
- Oopsites
- Peraspis
- Phorocephala
- Porterfieldia
- Prosopiscus
- Pytine
- Sagavia
- Selenoharpes
- Stegnopsis
- Stenorhachis
- Svalbardites
- Tasmanocephalus
- Turgicephalus
- Yinpanolithus